# Joachim Mehr

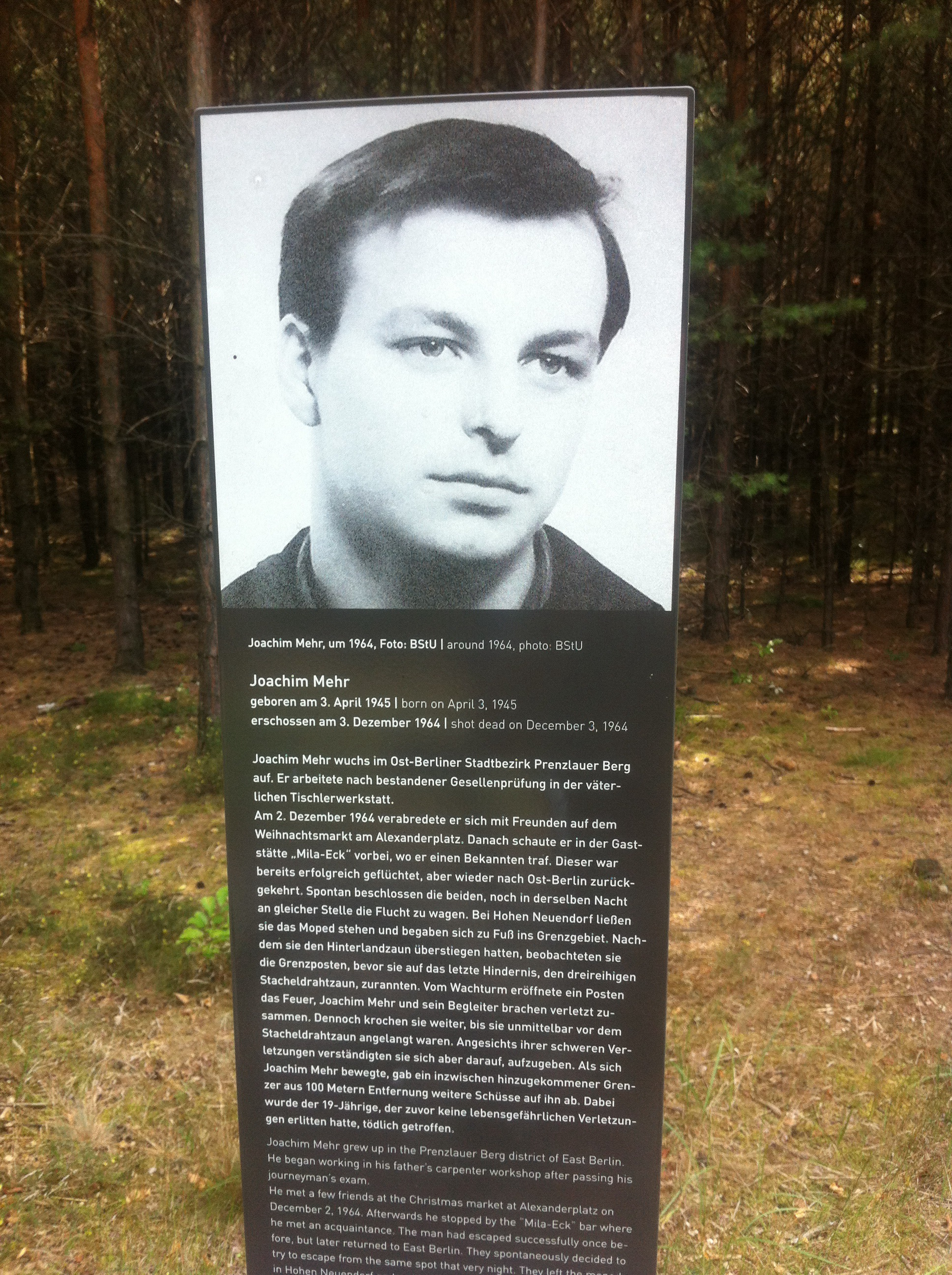
Joachim Mehr, Stele am Berliner Mauerweg in Frohnau

Joachim Mehr (* 3. April 1945 in Belgard; † 3. Dezember 1964 in Berlin) war ein Todesopfer an der Berliner Mauer. Bei einem spontanen Fluchtversuch erschossen ihn zwei Angehörige der Grenztruppen der DDR.

## Leben
Der 1945 als zweites Kind geborene Mehr wuchs in Berlin-Prenzlauer Berg auf. Er absolvierte eine Tischlerlehre bei einem staatlichen Betrieb und arbeitete anschließend in der Werkstatt seines Vaters, einem selbstständigen Tischler. Mit 18 zog er bei seinen Eltern aus, kam zu den Mahlzeiten aber zurück in die elterliche Wohnung. Fluchtabsichten waren nicht dokumentiert.
Nach der Arbeit traf er sich am 2. Dezember 1964 mit Freunden, um den Weihnachtsmarkt auf dem Alexanderplatz zu besuchen. Am Ende des Abends brachte er seine Freundin nach Hause und ging in eine Kneipe. Dort traf er auf den Bruder eines Freundes, den drei Jahre älteren Hans-Jürgen K. Dieser war 1962 aus der DDR geflohen, kam aber wieder zurück. Im Gespräch erzählte K. von seiner Flucht. Die beiden entschieden, mit einem Moped zur Fluchtstelle am Stadtrand bei Hohen Neuendorf zu fahren.
In Hohen Neuendorf angekommen gingen sie ins Grenzgebiet, das in einem Wald lag. Sie überwanden den Hinterlandzaun und warteten im Schutze von Bäumen vor dem hell erleuchteten Todesstreifen. Auf ein Zeichen von K. rannten sie zu dem dreireihigen Stacheldrahtzaun, der sie vom West-Berliner Frohnau trennte. Zwei Grenzposten entdeckten die Flüchtenden von ihrem 160 Meter entfernten Wachturm. Während einer der Posten das Feuer eröffnete, rannte der zweite los. Sowohl Joachim Mehr als auch Hans-Jürgen K. gingen getroffen zu Boden und setzten ihren Weg kriechend fort. Erst am Zaun angekommen beschlossen sie aufzugeben. Ein weiterer Grenzsoldat auf Kontrollstreife kam zu dem Geschehen hinzu und schoss auf Joachim Mehr, der sich am Boden liegend bewegte. Durch diese Schüsse wurde Joachim Mehr getötet.
Nach der Verurteilung wegen „versuchten ungesetzlichen Grenzübertrittes“ saß Hans-Jürgen K. drei Jahre in Haft. Nach der deutschen Wiedervereinigung verurteilte das Landgericht Berlin die beiden Schützen am 27. September 1994 zu Bewährungsstrafen von 18 Monaten wegen Totschlags und versuchten Totschlags.